# قائمة بطولات نادي يوفنتوس

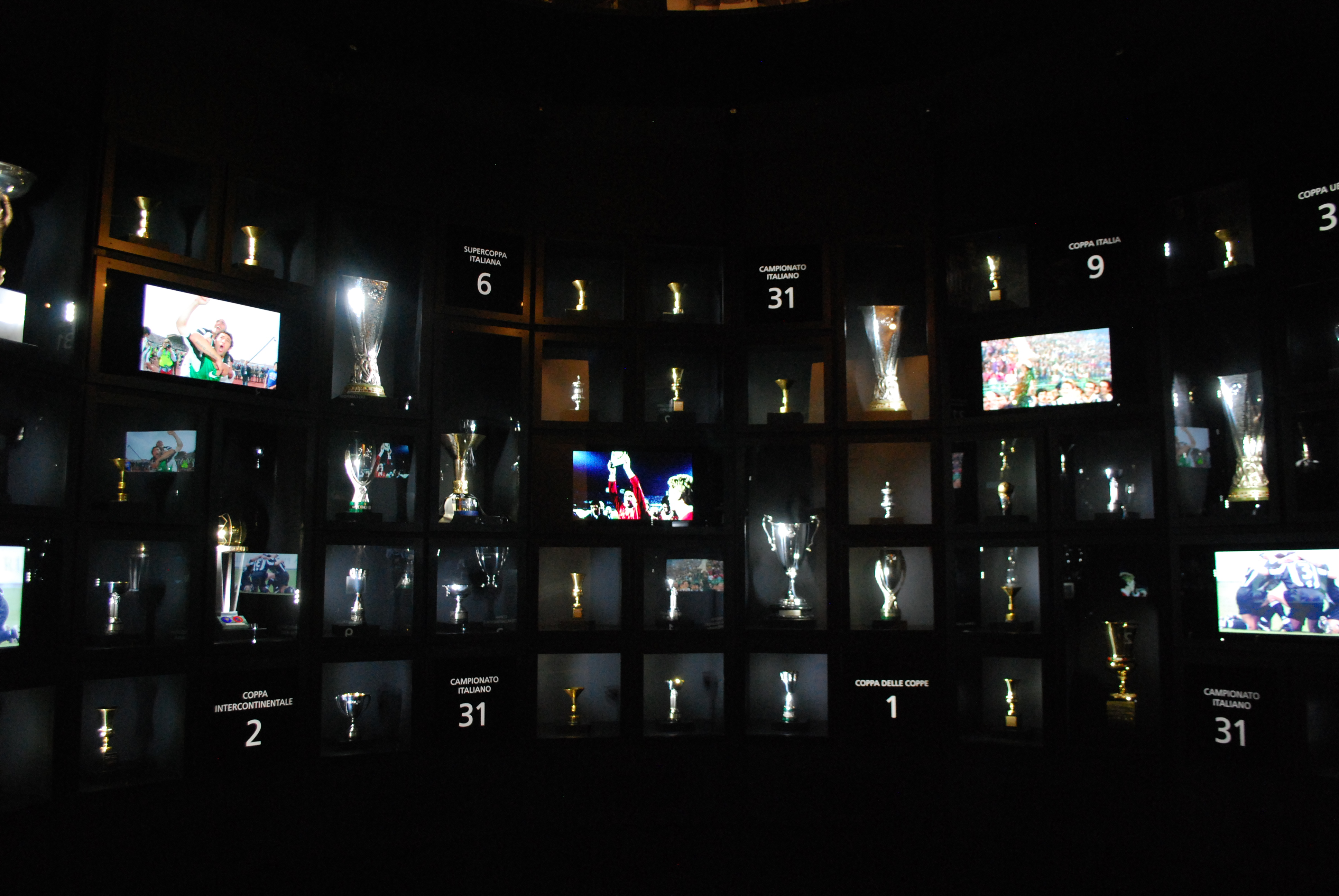
كؤوس نادي يوفنتوس.

تاريخيا يعتبر نادي يوفنتوس أنجح الأندية الإيطالية والأكثر فوزا بالبطولات، محققًا 61 لقباًَ داخل إيطاليا، وهو واحد من أنجح وأشهر الأندية في العالم، وحقق 11 لقب في أوروبا والعالم، وهو ثالث فريق تحقيقا للألقاب في أوروبا والسادس في العالم. فاز يوفنتوس ببطولة الدوري الإيطالي، 36 مرة كرقم قياسي، ويملك رقم قياسي لتحقيقه للدوري خمسة مرات متتالية في فترتين (1930–1931–1932–1933–1934) وأيضا تسعة مرات (2012-2013-2014-2015-2016–2017–2018–2019–2020). وفاز ببطولة كأس إيطاليا 15 مرة، كرقم قياسي. وفاز كذلك ببطولة كأس السوبر الإيطالي 9 مرات، كرقم قياسي. وحصل يوفنتوس على ثلاث نجمات ذهبية يخيطها على القميص، وترمز لانتصارات الفريق كل نجمة تمنح بعد تحقيق عشرة ألقاب دوري وضع الأولى في موسم 1957–58 والثانية في موسم 1981–82. وحقق أيضا ثنائية الدوري والكأس في موسمي 1959–60 وموسم 1994–95 وانفرد برقم قياسي جديد يوفنتوس بطلاً للدوري وكأس إيطاليا لموسمين على التوالي ويكون أول نادي في إيطاليا يجمع البطولتين في موسمين متتالين وذلك في موسمي 2014–15، 2015–16. يعد يوفنتوس النادي الوحيد في العالم الذي حقق جميع البطولات والمسابقات العالمية. وحقق كأس الاتحاد الأوروبي ثلاث مرات كرقم قياسي.
احتل يوفنتوس المركز السابع - كأول فريق إيطالي- في جائزة نادي القرن العشرين التي أعلنت في 23 ديسمبر 2000. كما اختير اليوفنتوس مرتين كأفضل النادي في العالم في عامي (1993 و1996)، واحتل المركز الثالث -كأفضل نادي إيطالي- لأفضل أندية العالم حسب الاتحاد الدولي لتاريخ وإحصاءات كرة القدم منذ موسم 1990–91، فاز يوفنتوس بخمسة عشر بطولة رسمية: خمسة ألقاب الدوري، كأس إيطالي واحد، أربع كؤوس سوبر إيطالي، كأس الإنتركونتيننتال، كأس دوري أبطال أوروبا، كأس الاتحاد الأوروبي، كأس الإنترتوتو وكأس السوبر الأوروبي 

## جدول البطولات والألقاب
| البطولة                              | العدد  | الأعوام |        |        |        |
| الدوري                               | الدوري | الدوري | الدوري | الدوري | الدوري |
| ------------------------------------ | ------ | --- | ------ | ------ | ------ |
| الدوري الإيطالي البطل                | 36     | 1905, 1925-26, 1930-31, 1931-32, 1932-33, 1933-34, 1934-35, 1949-50, 1951-52, 1957-58, 1959-60, 1960-61, 1966-67, 1971-72, 1972-73, 1974-75, 1976-77, 1977-78, 1980-81, 1981-82, 1983-84, 1985-86, 1994–95، 1996–97، 1997–98، 2001–02، 2002–03، 2011–12، 2012–13، 2013–14، 2014–15، 2015–16، 2016–17، 2017–18، 2018–19، 2019–20 |        |        |        |
| الدوري الإيطالي الوصيف               | 21     | 1903, 1904, 1906, 1937-38, 1945-46, 1946-47, 1947-48, 1952-53, 1953-54, 1962-63, 1973-74, 1975-76, 1979-80, 1982-83, 1986-87, 1991-92، 1993-94، 1995-96، 1999-00، 2000-01، 2008-2009 |        |        |        |
| الدوري الإيطالي الدرجة الثانية البطل | 1      | 2006-07 |        |        |        |
| الكؤوس المحلية                       |        | |        |        |        |
| كأس إيطاليا البطل                    | 15     | 1937–38، 1941–42، 1958–59، 1959–60، 1964–65، 1978–79، 1982–83، 1989–90، 1994–95، 2014–15، 2015–16، 2016–17، 2017–18، 2020–21، 2023–24 |        |        |        |
| كأس إيطاليا الوصيف                   | 6      | 1972–73، 1991–92، 2001–02، 2003–04، 2011–12، 2019–20 |        |        |        |
| كأس السوبر الإيطالي البطل            | 9      | 1995، 1997، 2002، 2003 2012، 2013، 2015، 2018، 2020 |        |        |        |
| كأس السوبر الإيطالي الوصيف           | 8      | 1990, 1998, 2005, 2014، 2016 , 2017, 2019 ,2021 |        |        |        |
| البطولات الأوروبية                   |        | |        |        |        |
| دوري أبطال أوروبا البطل              | 2      | 1984–85، 1995–96 |        |        |        |
| دوري أبطال أوروبا الوصيف             | 7      | 1972–73، 1982–83، 1996–97، 1997–98، 2002–03، 2014–15، 2016–17 |        |        |        |
| كأس الاتحاد الأوروبي البطل           | 3      | 1976-77, 1989-90, 1992-93 |        |        |        |
| كأس الاتحاد الأوروبي الوصيف          | 1      | 1994-95 |        |        |        |
| كأس السوبر الأوروبي البطل            | 2      | 1984، 1996 |        |        |        |
| كأس الكؤوس الأوروبية البطل           | 1      | 1983–84 |        |        |        |
| كأس إنترتوتو                         | 1      | 1999 |        |        |        |
| البطولات الدولية                     |        | |        |        |        |
| كأس الإنتركونتيننتال البطل           | 2      | 1985, 1996 |        |        |        |